# Marbella Fútbol Club
Maillots
Le Marbella Fútbol Club est un club espagnol de football basé à Marbella, fondé en 1997 à la suite de la disparition du Club Atlético Marbella.

## Historique
| \| Marbella \| Emplacement de Marbella, en Espagne. |
| Marbella                                            |

Le club évolue en Segunda División B (troisième division) de 2003 à 2010, puis à compter de 2014.
Il obtient son meilleur classement en Segunda División B lors de la saison 2017-2018, où il se classe 2e du Groupe IV. Ce classement lui permet de participer aux playoffs pour la promotion en Segunda División.
Le club atteint les seizièmes de finale de la Copa del Rey lors de la saison 2009-2010, en étant battu par l'Atlético de Madrid, ce qui constitue sa meilleure performance dans cette compétition.

## Palmarès
- Champion de Tercera División (2) : 2001 et 2014

## Anciens joueurs
- Carlos Julio Martínez
- Apoño
- Sergio Narváez
- Raúl Fabiani
- Carl Cort
- Edvinas Girdvainis
- Juan Luis Guirado
- Álvaro Silva
- Ranko Despotović